# 24 Heures de Daytona 2021
Navigation
Édition précédente Édition suivante
Les 24 Heures de Daytona 2021 (2021 Rolex 24 Hours of Daytona), disputées les 30 janvier 2021 et 31 janvier 2021 sur le Daytona International Speedway, sont la cinquante-neuvième édition de cette épreuve, la cinquante-cinquième sur un format de vingt-quatre heures, et la première manche du WeatherTech SportsCar Championship 2021.

## Engagés
| No.  | Pays                | Écurie                                                   | Voiture                      | Pneu | Pilote 1              | Pilote 2                      | Pilote 3               | Pilote 4            |
| ---- | ------------------- | -------------------------------------------------------- | ---------------------------- | ---- | --------------------- | ----------------------------- | ---------------------- | ------------------- |
| DPi  |                     |                                                          |                              |      |                       |                               |                        |                     |
| 01   |                     | Cadillac Chip Ganassi Racing                             | Cadillac DPi-V.R             | M    | Renger Van der Zande  | Kevin Magnussen               | Scott Dixon            | Marcus Ericsson     |
| 5    |                     | JDC Miller Motorsports                                   | Cadillac DPi-V.R             | M    | Tristan Vautier       | Loïc Duval                    | Sébastien Bourdais     |                     |
| 10   |                     | Konica Minolta Acura ARX-05                              | Acura ARX-05                 | M    | Ricky Taylor          | Filipe Albuquerque            | Alexander Rossi        | Hélio Castroneves   |
| 31   |                     | Whelen Engineering Racing                                | Cadillac DPi-V.R             | M    | Felipe Nasr           | Mike Conway                   | Pipo Derani            | Chase Elliott       |
| 48   |                     | Ally Cadillac Racing                                     | Cadillac DPi-V.R             | M    | Jimmie Johnson        | Kamui Kobayashi               | Simon Pagenaud         | Mike Rockenfeller   |
| 55   |                     | Mazda Motorsports                                        | Mazda RT24-P                 | M    | Oliver Jarvis         | Harry Tincknell               | Jonathan Bomarito      |                     |
| 60   |                     | Meyer Shank Racing avec Curb Agajanian Performance Group | Acura ARX-05                 | M    | Dane Cameron          | Olivier Pla                   | Juan Pablo Montoya     | A. J. Allmendinger  |
| LMP2 |                     |                                                          |                              |      |                       |                               |                        |                     |
| 8    |                     | Tower Motorsport par Starworks                           | Oreca 07                     | M    | John Farano           | Gabriel Aubry                 | Tim Buret              | Matthieu Vaxiviere  |
| 11   |                     | WIN Autosport                                            | Oreca 07                     | M    | Steven Thomas         | Tristan Nunez                 | Thomas Merrill         | Matthew Bell        |
| 18   |                     | Era Motorsport                                           | Oreca 07                     | M    | Dwight Merriman       | Kyle Tilley                   | Ryan Dalziel           | Paul-Loup Chatin    |
| 20   |                     | High Class Racing                                        | Oreca 07                     | M    | Dennis Andersen       | Ferdinand Habsburg-Lothringen | Anders Fjordbach       | Robert Kubica       |
| 29   |                     | Racing Team Nederland                                    | Oreca 07                     | M    | Frits van Eerd        | Giedo Van der Garde           | Job van Uitert         | Charles Milesi      |
| 47   |                     | Cetilar Racing                                           | Dallara P217                 | M    | Roberto Lacorte       | Antonio Fuoco                 | Andrea Belicchi        | Giorgio Sernagiotto |
| 51   |                     | RWR-Eurasia                                              | Ligier JS P217               | M    | Cody Ware (en)        | Salih Yoluç                   | Austin Dillon          | Mathieu Jaminet     |
| 52   |                     | PR1/Mathiasen Motorsports                                | Oreca 07                     | M    | Ben Keating           | Mikkel Jensen                 | Scott Huffaker         | Nicolas Lapierre    |
| 81   |                     | DragonSpeed USA                                          | Oreca 07                     | M    | Rob Hodes             | Garett Grist                  | Rinus VeeKay           | Ben Hanley          |
| 82   |                     | DragonSpeed USA                                          | Oreca 07                     | M    | Eric Lux              | Devlin DeFrancesco            | Fabian Schiller (de)   | Christopher Mies    |
| LMP3 |                     |                                                          |                              |      |                       |                               |                        |                     |
| 6    |                     | Mühlner Motorsports America                              | Duqueine M30 - D08           | M    | Laurents Hörr         | Moritz Kranz                  | Kenton Koch            |                     |
| 7    |                     | Forty7 Motorsports                                       | Duqueine M30 - D08           | M    | Gabby Chaves          | Charles Finelli               | Mark Kvamme            | Ryan Norman (en)    |
| 33   |                     | Sean Creech Motorsport                                   | Ligier JS P320               | M    | João Barbosa          | Wayne Boyd                    | Yann Clairay           | Lance Willsey       |
| 38   |                     | Performance Tech Motorsports                             | Ligier JS P320               | M    | Cameron Cassels       | Rasmus Lindh (en)             | Mateo Llarena          | Ayrton Ori          |
| 54   |                     | CORE Autosport                                           | Ligier JS P320               | M    | Jon Bennett (en)      | Colin Braun                   | George Kurtz           | Matt McMurry        |
| 74   |                     | Riley Motorsports                                        | Ligier JS P320               | M    | Scott Andrews         | Oliver Askew                  | Spencer Pigot          | Gar Robinson        |
| 91   | Jeroen Bleekemolen  | Riley Motorsports                                        | Ligier JS P320               | M    | Jim Cox               | Austin McCusker               | Dylan Murry            |                     |
| GTLM |                     |                                                          |                              |      |                       |                               |                        |                     |
| 3    |                     | Corvette Racing                                          | Chevrolet Corvette C8.R      | M    | Nick Catsburg         | Antonio García                | Jordan Taylor          |                     |
| 4    | Tommy Milner        | Corvette Racing                                          | Chevrolet Corvette C8.R      | M    | Alexander Sims        | Nick Tandy                    |                        |                     |
| 24   |                     | BMW Team RLL                                             | BMW M8 GTE                   | M    | John Edwards          | Augusto Farfus                | Jesse Krohn            | Marco Wittmann      |
| 25   | Connor De Phillippi | BMW Team RLL                                             | BMW M8 GTE                   | M    | Philipp Eng           | Timo Glock                    | Bruno Spengler         |                     |
| 62   |                     | Risi Competizione                                        | Ferrari 488 GTE Evo          | M    | James Calado          | Jules Gounon                  | Alessandro Pier Guidi  | Davide Rigon        |
| 79   |                     | WeatherTech Racing                                       | Porsche 911 RSR-19           | M    | Gianmaria Bruni       | Kévin Estre                   | Richard Lietz          | Cooper MacNeil      |
| GTD  |                     |                                                          |                              |      |                       |                               |                        |                     |
| 1    |                     | Paul Miller Racing                                       | Lamborghini Huracán GT3 Evo  | M    | Andrea Caldarelli     | Corey Lewis                   | Madison Snow           | Bryan Sellers       |
| 9    |                     | Pfaff Motorsports                                        | Porsche 911 GT3 R            | M    | Matt Campbell         | Lars Kern                     | Zacharie Robichon      | Laurens Vanthoor    |
| 12   |                     | Vasser Sullivan Racing                                   | Lexus RC F GT3               | M    | Townsend Bell         | Robert Megennis               | Frankie Montecalvo     | Zach Veach (en)     |
| 14   | Oliver Gavin        | Vasser Sullivan Racing                                   | Lexus RC F GT3               | M    | Jack Hawksworth       | Kyle Kirkwood                 | Aaron Telitz           |                     |
| 16   |                     | Wright Motorsports                                       | Porsche 911 GT3 R            | M    | Klaus Bachler         | Trent Hindman                 | Jan Heylen             | Patrick Long        |
| 19   |                     | GRT Grasser Racing Team                                  | Lamborghini Huracán GT3 Evo  | M    | Albert Costa          | Misha Goikhberg               | Franck Perera          | Tim Zimmermann (de) |
| 111  | Mirko Bortolotti    | GRT Grasser Racing Team                                  | Lamborghini Huracán GT3 Evo  | M    | Rolf Ineichen         | Marco Mapelli (en)            | Steijn Schothorst (en) |                     |
| 21   |                     | AF Corse                                                 | Ferrari 488 GT3 Evo 2020     | M    | Matteo Cressoni       | Simon Mann                    | Nicklas Nielsen        | Daniel Serra        |
| 23   |                     | The Heart of Racing                                      | Aston Martin Vantage AMR GT3 | M    | Roman De Angelis (en) | Ross Gunn                     | Ian James              | Darren Turner       |
| 28   |                     | Alegra Motorsports                                       | Mercedes-AMG GT3 Evo         | M    | Maximilian Buhk       | Billy Johnson (en)            | Daniel Morad           | Michael de Quesada  |
| 42   |                     | NTe Sport                                                | Audi R8 LMS Evo              | M    | Andrew Davis          | J. R. Hildebrand              | Alan Metni             | Don Yount           |
| 44   |                     | Magnus Racing avec Archangel Motorsports                 | Acura NSX GT3 Evo            | M    | Mario Farnbacher      | Andy Lally                    | John Potter            | Spencer Pumpelly    |
| 57   |                     | HTP Winward Motorsport                                   | Mercedes-AMG GT3 Evo         | M    | Indy Dontje (en)      | Philip Ellis                  | Maro Engel             | Russell Ward        |
| 63   |                     | Scuderia Corsa                                           | Ferrari 488 GT3 Evo 2020     | M    | Ryan Briscoe          | Bret Curtis                   | Marcos Gomes           | Ed Jones            |
| 64   |                     | Team TGM                                                 | Porsche 911 GT3 R            | M    | Ted Giovanis          | Hugh Plumb                    | Matt Plumb (en)        | Owen Trinkler       |
| 75   |                     | SunEnergy1 Racing                                        | Mercedes-AMG GT3 Evo         | M    | Mikaël Grenier        | Kenny Habul                   | Raffaele Marciello     | Luca Stolz (de)     |
| 88   |                     | Team Hardpoint EBM                                       | Porsche 911 GT3 R            | M    | Earl Bamber           | Rob Ferriol                   | Katherine Legge        | Christina Nielsen   |
| 96   |                     | Turner Motorsport                                        | BMW M6 GT3                   | M    | Bill Auberlen         | Robby Foley                   | Colton Herta           | Aidan Read          |
| 97   |                     | TF Sport                                                 | Aston Martin Vantage AMR GT3 | M    | Charlie Eastwood      | Ben Keating                   | Maxwell Root           | Richard Westbrook   |

## Course

### Classement de la course
Voici le classement officiel au terme de la course.
- Les vainqueurs de chaque catégorie sont signalés par un fond jauni ;
- Pour la colonne Pneus, il faut passer le curseur au-dessus du modèle pour connaître le manufacturier de pneumatiques ;
- Did not finish (DNF), voiture qui n'a pas terminé la course.

| Pos                    | Classe | no  | Écurie                                     | Pilotes                                                               | Châssis                       | Pneus | Tours | Temps                            |
| ---------------------- | ------ | --- | ------------------------------------------ | --------------------------------------------------------------------- | ----------------------------- | ----- | ----- | -------------------------------- |
| Pos                    | Classe | no  | Écurie                                     | Pilotes                                                               | Moteur                        | Pneus | Tours | Temps                            |
| 1                      | DPi    | 010 | Konica Minolta Konica Minolta Acura ARX-05 | Filipe Albuquerque Hélio Castroneves Alexander Rossi Ricky Taylor     | Acura ARX-05                  | M     | 807   | 24 h 0 min 14 s 673              |
| 1                      | DPi    | 010 | Konica Minolta Konica Minolta Acura ARX-05 | Filipe Albuquerque Hélio Castroneves Alexander Rossi Ricky Taylor     | Acura AR35TT 3,5 L Turbo V6   | M     | 807   | 24 h 0 min 14 s 673              |
| 2                      | DPi    | 048 | Ally Cadillac Racing                       | Jimmie Johnson Kamui Kobayashi Simon Pagenaud Mike Rockenfeller       | Cadillac DPi-V.R              | M     | 807   | + 4 s 704                        |
| 2                      | DPi    | 048 | Ally Cadillac Racing                       | Jimmie Johnson Kamui Kobayashi Simon Pagenaud Mike Rockenfeller       | Cadillac 5,5 L V8             | M     | 807   | + 4 s 704                        |
| 3                      | DPi    | 055 | Mazda Motorsports                          | Jonathan Bomarito Oliver Jarvis Harry Tincknell                       | Mazda RT24-P                  | M     | 807   | + 6 s 562                        |
| 3                      | DPi    | 055 | Mazda Motorsports                          | Jonathan Bomarito Oliver Jarvis Harry Tincknell                       | Mazda MZ-2.0T 2,0 L Turbo I4  | M     | 807   | + 6 s 562                        |
| 4                      | DPi    | 060 | Meyer Shank Racing avec Curb-Agajanian     | A. J. Allmendinger Dane Cameron Juan Pablo Montoya Olivier Pla        | Acura ARX-05                  | M     | 807   | + 54 s 418                       |
| 4                      | DPi    | 060 | Meyer Shank Racing avec Curb-Agajanian     | A. J. Allmendinger Dane Cameron Juan Pablo Montoya Olivier Pla        | Acura AR35TT 3,5 L Turbo V6   | M     | 807   | + 54 s 418                       |
| 5                      | DPi    | 001 | Cadillac Chip Ganassi Racing               | Scott Dixon Kevin Magnussen Renger van der Zande                      | Cadillac DPi-V.R              | M     | 807   | + 1 min 7 s 744                  |
| 5                      | DPi    | 001 | Cadillac Chip Ganassi Racing               | Scott Dixon Kevin Magnussen Renger van der Zande                      | Cadillac 5,5 L V8             | M     | 807   | + 1 min 7 s 744                  |
| 6                      | LMP2   | 018 | Era Motorsport                             | Paul-Loup Chatin Ryan Dalziel Dwight Merriman Kyle Tilley             | Oreca 07                      | M     | 787   | + 20 tours‡                      |
| 6                      | LMP2   | 018 | Era Motorsport                             | Paul-Loup Chatin Ryan Dalziel Dwight Merriman Kyle Tilley             | Gibson Technology GK428 V8    | M     | 787   | + 20 tours‡                      |
| 7                      | LMP2   | 08  | Tower Motorsports by Starworks             | Gabriel Aubry Timothé Buret John Farano Matthieu Vaxivière            | Oreca 07                      | M     | 787   | + 20 tours                       |
| 7                      | LMP2   | 08  | Tower Motorsports by Starworks             | Gabriel Aubry Timothé Buret John Farano Matthieu Vaxivière            | Gibson Technology GK428 V8    | M     | 787   | + 20 tours                       |
| 8                      | DPi    | 031 | Whelen Engineering Racing                  | Mike Conway Pipo Derani Chase Elliott Felipe Nasr                     | Cadillac DPi-V.R              | M     | 783   | + 24 tours                       |
| 8                      | DPi    | 031 | Whelen Engineering Racing                  | Mike Conway Pipo Derani Chase Elliott Felipe Nasr                     | Cadillac 5,5 L V8             | M     | 783   | + 24 tours                       |
| 9                      | LMP2   | 082 | DragonSpeed USA LLC                        | Devlin DeFrancesco Eric Lux Christopher Mies Fabian Schiller          | Oreca 07                      | M     | 783   | + 24 tours                       |
| 9                      | LMP2   | 082 | DragonSpeed USA LLC                        | Devlin DeFrancesco Eric Lux Christopher Mies Fabian Schiller          | Gibson Technology GK428 V8    | M     | 783   | + 24 tours                       |
| 10                     | LMP2   | 051 | RWR-Eurasia                                | Austin Dillon Sven Müller Cody Ware Salih Yoluç                       | Ligier JS P217                | M     | 778   | + 29 tours                       |
| 10                     | LMP2   | 051 | RWR-Eurasia                                | Austin Dillon Sven Müller Cody Ware Salih Yoluç                       | Gibson Technology GK428 V8    | M     | 778   | + 29 tours                       |
| 11                     | GTLM   | 03  | Corvette Racing                            | Nick Catsburg Antonio García Jordan Taylor                            | Chevrolet Corvette C8.R       | M     | 770   | + 37 tours‡                      |
| 11                     | GTLM   | 03  | Corvette Racing                            | Nick Catsburg Antonio García Jordan Taylor                            | Chevrolet 5,5 L V8            | M     | 770   | + 37 tours‡                      |
| 12                     | GTLM   | 04  | Corvette Racing                            | Tom Milner Alexander Sims Nick Tandy                                  | Chevrolet Corvette C8.R       | M     | 770   | + 37 tours                       |
| 12                     | GTLM   | 04  | Corvette Racing                            | Tom Milner Alexander Sims Nick Tandy                                  | Chevrolet 5,5 L V8            | M     | 770   | + 37 tours                       |
| 13                     | GTLM   | 24  | BMW Team RLL                               | John Edwards Augusto Farfus Jesse Krohn Marco Wittmann                | BMW M8 GTE                    | M     | 769   | + 38 tours                       |
| 13                     | GTLM   | 24  | BMW Team RLL                               | John Edwards Augusto Farfus Jesse Krohn Marco Wittmann                | BMW S63 4,0 L Turbo V8        | M     | 769   | + 38 tours                       |
| 14                     | GTLM   | 062 | Risi Competizione                          | James Calado Jules Gounon Alessandro Pier Guidi Davide Rigon          | Ferrari 488 GTE               | M     | 769   | + 38 tours                       |
| 14                     | GTLM   | 062 | Risi Competizione                          | James Calado Jules Gounon Alessandro Pier Guidi Davide Rigon          | Ferrari F154CB 3,9 L Turbo V8 | M     | 769   | + 38 tours                       |
| 15                     | GTLM   | 025 | BMW Team RLL                               | Philipp Eng Timo Glock Connor De Phillippi Bruno Spengler             | BMW M8 GTE                    | M     | 768   | + 39 tours                       |
| 15                     | GTLM   | 025 | BMW Team RLL                               | Philipp Eng Timo Glock Connor De Phillippi Bruno Spengler             | BMW S63 4,0 L Turbo V8        | M     | 768   | + 39 tours                       |
| 16                     | LMP2   | 011 | WIN Autosport                              | Matthew Bell Thomas Merrill Tristan Nunez Steven Thomas               | Oreca 07                      | M     | 764   | + 43 tours                       |
| 16                     | LMP2   | 011 | WIN Autosport                              | Matthew Bell Thomas Merrill Tristan Nunez Steven Thomas               | Gibson Technology GK428 V8    | M     | 764   | + 43 tours                       |
| 17                     | GTLM   | 079 | WeatherTech Racing                         | Gianmaria Bruni Kévin Estre Richard Lietz Cooper MacNeil              | Porsche 911 RSR-19            | M     | 760   | + 47 tours                       |
| 17                     | GTLM   | 079 | WeatherTech Racing                         | Gianmaria Bruni Kévin Estre Richard Lietz Cooper MacNeil              | Porsche 4,2 L Flat-6          | M     | 760   | + 47 tours                       |
| 18                     | LMP3   | 074 | Riley Motorsports                          | Scott Andrews Oliver Askew Spencer Pigot Gar Robinson                 | Ligier JS P320                | M     | 757   | + 50 tours‡                      |
| 18                     | LMP3   | 074 | Riley Motorsports                          | Scott Andrews Oliver Askew Spencer Pigot Gar Robinson                 | Nissan VK56DE 4,6 L V8        | M     | 757   | + 50 tours‡                      |
| 19                     | LMP3   | 033 | Sean Creech Motorsport                     | João Barbosa Wayne Boyd Yann Clairay Lance Willsey                    | Ligier JS P320                | M     | 754   | + 53 tours                       |
| 19                     | LMP3   | 033 | Sean Creech Motorsport                     | João Barbosa Wayne Boyd Yann Clairay Lance Willsey                    | Nissan VK56DE 5,6 L V8        | M     | 754   | + 53 tours                       |
| 20                     | LMP3   | 06  | Mühlner Motorsport America                 | Laurents Hörr Kenton Koch Mortiz Kranz Stevan McAleer                 | Duqueine M30 - D08            | M     | 750   | + 57 tours                       |
| 20                     | LMP3   | 06  | Mühlner Motorsport America                 | Laurents Hörr Kenton Koch Mortiz Kranz Stevan McAleer                 | Nissan VK56DE 5,6 L V8        | M     | 750   | + 57 tours                       |
| 21                     | LMP3   | 091 | Riley Motorsports                          | Jeroen Bleekemolen Jim Cox Austin McCusker Dylan Murry                | Ligier JS P320                | M     | 746   | + 61 tours                       |
| 21                     | LMP3   | 091 | Riley Motorsports                          | Jeroen Bleekemolen Jim Cox Austin McCusker Dylan Murry                | Nissan VK56DE 5,6 L V8        | M     | 746   | + 61 tours                       |
| 22                     | GTD    | 057 | HTP Winward Racing                         | Indy Dontje Philip Ellis Maro Engel Russell Ward                      | Mercedes-AMG GT3 Evo          | M     | 745   | + 62 tours‡                      |
| 22                     | GTD    | 057 | HTP Winward Racing                         | Indy Dontje Philip Ellis Maro Engel Russell Ward                      | Mercedes-AMG M159 6,2 L V8    | M     | 745   | + 62 tours‡                      |
| 23                     | GTD    | 075 | SunEnergy1 Racing                          | Mikaël Grenier Kenny Habul Raffaele Marciello Luca Stolz              | Mercedes-AMG GT3 Evo          | M     | 745   | + 62 tours                       |
| 23                     | GTD    | 075 | SunEnergy1 Racing                          | Mikaël Grenier Kenny Habul Raffaele Marciello Luca Stolz              | Mercedes-AMG M159 6,2 L V8    | M     | 745   | + 62 tours                       |
| 24                     | GTD    | 01  | Paul Miller Racing                         | Andrea Caldarelli Corey Lewis Bryan Sellers Madison Snow              | Lamborghini Huracán GT3 Evo   | M     | 745   | + 62 tours                       |
| 24                     | GTD    | 01  | Paul Miller Racing                         | Andrea Caldarelli Corey Lewis Bryan Sellers Madison Snow              | Lamborghini 5,2 L V10         | M     | 745   | + 62 tours                       |
| 25                     | GTD    | 016 | Wright Motorsports                         | Klaus Bachler Jan Heylen Trent Hindman Patrick Long                   | Porsche 911 GT3 R             | M     | 745   | + 62 tours                       |
| 25                     | GTD    | 016 | Wright Motorsports                         | Klaus Bachler Jan Heylen Trent Hindman Patrick Long                   | Porsche 4,0 L Flat-6          | M     | 745   | + 62 tours                       |
| 26                     | GTD    | 023 | The Heart of Racing                        | Roman De Angelis (en) Ross Gunn Ian James Darren Turner               | Aston Martin Vantage AMR GT3  | M     | 745   | + 62 tours                       |
| 26                     | GTD    | 023 | The Heart of Racing                        | Roman De Angelis (en) Ross Gunn Ian James Darren Turner               | Aston Martin 4,0 L Turbo V8   | M     | 745   | + 62 tours                       |
| 27                     | GTD    | 096 | Turner Motorsport                          | Bill Auberlen Robby Foley Colton Herta Aidan Read                     | BMW M6 GT3                    | M     | 744   | + 63 tours                       |
| 27                     | GTD    | 096 | Turner Motorsport                          | Bill Auberlen Robby Foley Colton Herta Aidan Read                     | BMW 4,4 L Turbo V8            | M     | 744   | + 63 tours                       |
| 28                     | GTD    | 097 | TF Sport                                   | Charlie Eastwood Ben Keating Maxwell Root Richard Westbrook           | Aston Martin Vantage AMR GT3  | M     | 744   | + 63 tours                       |
| 28                     | GTD    | 097 | TF Sport                                   | Charlie Eastwood Ben Keating Maxwell Root Richard Westbrook           | Aston Martin 4,0 L Turbo V8   | M     | 744   | + 63 tours                       |
| 29                     | GTD    | 021 | AF Corse                                   | Matteo Cressoni Simon Mann Nicklas Nielsen Daniel Serra               | Ferrari 488 GT3 Evo 2020      | M     | 743   | + 64 tours                       |
| 29                     | GTD    | 021 | AF Corse                                   | Matteo Cressoni Simon Mann Nicklas Nielsen Daniel Serra               | Ferrari F154CB 3,9 L Turbo V8 | M     | 743   | + 64 tours                       |
| 30                     | GTD    | 028 | Alegra Motorsports                         | Maximilian Buhk Billy Johnson Daniel Morad Mike Skeen                 | Mercedes-AMG GT3 Evo          | M     | 741   | + 66 tours                       |
| 30                     | GTD    | 028 | Alegra Motorsports                         | Maximilian Buhk Billy Johnson Daniel Morad Mike Skeen                 | Mercedes-AMG M159 6,2 L V8    | M     | 741   | + 66 tours                       |
| 31                     | LMP3   | 054 | CORE Autosport                             | Jon Bennett Colin Braun George Kurtz Matt McMurry                     | Ligier JS P320                | M     | 737   | + 70 tours                       |
| 31                     | LMP3   | 054 | CORE Autosport                             | Jon Bennett Colin Braun George Kurtz Matt McMurry                     | Nissan VK56DE 5,6 L V8        | M     | 737   | + 70 tours                       |
| 32                     | GTD    | 088 | Team Hardpoint EBM                         | Earl Bamber Rob Ferriol Katherine Legge Christina Nielsen             | Porsche 911 GT3 R             | M     | 737   | + 70 tours                       |
| 32                     | GTD    | 088 | Team Hardpoint EBM                         | Earl Bamber Rob Ferriol Katherine Legge Christina Nielsen             | Porsche 4,0 L Flat-6          | M     | 737   | + 70 tours                       |
| 33                     | GTD    | 044 | Magnus Racing with Archangel Motorsports   | Mario Farnbacher Andy Lally John Potter Spencer Pumpelly              | Acura NSX GT3 Evo             | M     | 736   | + 71 tours                       |
| 33                     | GTD    | 044 | Magnus Racing with Archangel Motorsports   | Mario Farnbacher Andy Lally John Potter Spencer Pumpelly              | Acura 3,5 L Turbo V6          | M     | 736   | + 71 tours                       |
| 34 DNF                 | DPi    | 05  | JDC-Mustang Sampling Racing                | Sébastien Bourdais Loïc Duval Tristan Vautier                         | Cadillac DPi-V.R              | M     | 723   | Dégâts suite accident            |
| 34 DNF                 | DPi    | 05  | JDC-Mustang Sampling Racing                | Sébastien Bourdais Loïc Duval Tristan Vautier                         | Cadillac 5,5 L V8             | M     | 723   | Dégâts suite accident            |
| 35                     | LMP2   | 047 | Cetilar Racing                             | Andrea Belicchi Antonio Fuoco Roberto Lacorte Giorgio Sernagiotto     | Dallara P217                  | M     | 710   | + 97 tours                       |
| 35                     | LMP2   | 047 | Cetilar Racing                             | Andrea Belicchi Antonio Fuoco Roberto Lacorte Giorgio Sernagiotto     | Gibson Technology GK428 V8    | M     | 710   | + 97 tours                       |
| 36                     | GTD    | 09  | Pfaff Motorsports                          | Matt Campbell Lars Kern Zacharie Robichon Laurens Vanthoor            | Porsche 911 GT3 R             | M     | 702   | + 105 tours                      |
| 36                     | GTD    | 09  | Pfaff Motorsports                          | Matt Campbell Lars Kern Zacharie Robichon Laurens Vanthoor            | Porsche 4,0 L Flat-6          | M     | 702   | + 105 tours                      |
| 37                     | LMP3   | 038 | Performance Tech Motorsports               | Cameron Cassels Rasmus Lindh Mateo Llarena Ayrton Ori                 | Ligier JS P320                | M     | 687   | + 120 tours                      |
| 37                     | LMP3   | 038 | Performance Tech Motorsports               | Cameron Cassels Rasmus Lindh Mateo Llarena Ayrton Ori                 | Nissan VK56DE 5,6 L V8        | M     | 687   | + 120 tours                      |
| 38                     | GTD    | 012 | Vasser Sullivan Racing                     | Townsend Bell Robert Megennis Frankie Montecalvo Zach Veach           | Lexus RC F GT3                | M     | 681   | + 126 tours                      |
| 38                     | GTD    | 012 | Vasser Sullivan Racing                     | Townsend Bell Robert Megennis Frankie Montecalvo Zach Veach           | Lexus 5,0 L V8                | M     | 681   | + 126 tours                      |
| 39 DNF                 | GTD    | 063 | Scuderia Corsa                             | Ryan Briscoe Bret Curtis Marcos Gomes Ed Jones                        | Ferrari 488 GT3 Evo 2020      | M     | 676   | Surchauffe                       |
| 39 DNF                 | GTD    | 063 | Scuderia Corsa                             | Ryan Briscoe Bret Curtis Marcos Gomes Ed Jones                        | Ferrari F154CB 3,9 L Turbo V8 | M     | 676   | Surchauffe                       |
| 40 DNF                 | GTD    | 042 | NTe Sport                                  | Andrew Davis J. R. Hildebrand Alan Metni Don Yount                    | Audi R8 LMS Evo               | M     | 665   | Boite de vitesse                 |
| 40 DNF                 | GTD    | 042 | NTe Sport                                  | Andrew Davis J. R. Hildebrand Alan Metni Don Yount                    | Audi 5,2 L V10                | M     | 665   | Boite de vitesse                 |
| 41 DNF                 | LMP2   | 052 | PR1/Mathiasen Motorsports                  | Scott Huffaker Mikkel Jensen Ben Keating Nicolas Lapierre             | Oreca 07                      | M     | 664   | Démarreur                        |
| 41 DNF                 | LMP2   | 052 | PR1/Mathiasen Motorsports                  | Scott Huffaker Mikkel Jensen Ben Keating Nicolas Lapierre             | Gibson Technology GK428 V8    | M     | 664   | Démarreur                        |
| 42 DNF                 | GTD    | 014 | Vasser Sullivan Racing                     | Oliver Gavin Jack Hawksworth Kyle Kirkwood Aaron Telitz               | Lexus FC F GT3                | M     | 641   | Mécanique                        |
| 42 DNF                 | GTD    | 014 | Vasser Sullivan Racing                     | Oliver Gavin Jack Hawksworth Kyle Kirkwood Aaron Telitz               | Lexus 5,0 L V8                | M     | 641   | Mécanique                        |
| 43 DNF                 | GTD    | 064 | Team TGM                                   | Ted Giovanis Hugh Plumb Matt Plumb Owen Trinkler                      | Porsche 911 GT3 R             | M     | 515   | Transmission                     |
| 43 DNF                 | GTD    | 064 | Team TGM                                   | Ted Giovanis Hugh Plumb Matt Plumb Owen Trinkler                      | Porsche 4,0 L Flat-6          | M     | 515   | Transmission                     |
| 44 DNF                 | LMP3   | 07  | Forty7 Motorsports                         | Gabby Chaves Trenton Estep Mark Kvamme Ryan Norman                    | Duqueine M30 - D-08           | M     | 413   | Pompe de refroidissement d'huile |
| 44 DNF                 | LMP3   | 07  | Forty7 Motorsports                         | Gabby Chaves Trenton Estep Mark Kvamme Ryan Norman                    | Nissan VK56DE 5,6 L V8        | M     | 413   | Pompe de refroidissement d'huile |
| 45 DNF                 | GTD    | 111 | GRT Grasser Racing Team                    | Mirko Bortolotti Rolf Ineichen Marco Mapelli Steijn Schothorst        | Lamborghini Huracán GT3 Evo   | M     | 347   | Électricité                      |
| 45 DNF                 | GTD    | 111 | GRT Grasser Racing Team                    | Mirko Bortolotti Rolf Ineichen Marco Mapelli Steijn Schothorst        | Lamborghini 5,2 L V10         | M     | 347   | Électricité                      |
| 46 DNF                 | GTD    | 019 | GRT Grasser Racing Team                    | Albert Costa Mikhail Goikhberg Franck Perera Tim Zimmermann           | Lamborghini Huracán GT3 Evo   | M     | 195   | Moteur                           |
| 46 DNF                 | GTD    | 019 | GRT Grasser Racing Team                    | Albert Costa Mikhail Goikhberg Franck Perera Tim Zimmermann           | Lamborghini 5,2 L V10         | M     | 195   | Moteur                           |
| 47 DNF                 | LMP2   | 029 | Racing Team Nederland                      | Frits van Eerd Giedo Van der Garde Charles Milesi Job van Uitert      | Oreca 07                      | M     | 64    | Boite de vitesse                 |
| 47 DNF                 | LMP2   | 029 | Racing Team Nederland                      | Frits van Eerd Giedo Van der Garde Charles Milesi Job van Uitert      | Gibson Technology GK428 V8    | M     | 64    | Boite de vitesse                 |
| 48 DNF                 | LMP2   | 020 | High Class Racing                          | Dennis Andersen Anders Fjordbach Ferdinand von Habsburg Robert Kubica | Oreca 07                      | M     | 56    | Boite de vitesse                 |
| 48 DNF                 | LMP2   | 020 | High Class Racing                          | Dennis Andersen Anders Fjordbach Ferdinand von Habsburg Robert Kubica | Gibson Technology GK428 V8    | M     | 56    | Boite de vitesse                 |
| 49 DNF                 | LMP2   | 081 | DragonSpeed USA LLC                        | Garett Grist Ben Hanley Rob Hodes Rinus VeeKay                        | Oreca 07                      | M     | 53    | Ratés                            |
| 49 DNF                 | LMP2   | 081 | DragonSpeed USA LLC                        | Garett Grist Ben Hanley Rob Hodes Rinus VeeKay                        | Gibson Technology GK428 V8    | M     | 53    | Ratés                            |
| Résultats sur IMSA.com |        |     |                                            |                                                                       |                               |       |       |                                  |

## Record du tour
- Meilleur tour en course : Renger van der Zande, en DPi, lors du 65e tour en 1 min 34 s 657 (217,896 km/h ou 135,394 mi/h)

## À noter
- Longueur du circuit : 3,56 miles (5,728 km)
- Distance parcourue par les vainqueurs :